# Maiquinique
Maiquinique là một đô thị thuộc bang Bahia, Brasil. Đô thị này có diện tích 404 km², dân số năm 2007 là 6956 người, mật độ 16,8 người/km².